# Toxopoda elephantina
Toxopoda elephantina är en tvåvingeart som beskrevs av Iwasa 2008. Toxopoda elephantina ingår i släktet Toxopoda och familjen svängflugor. Inga underarter finns listade i Catalogue of Life.